# Luíz Antônio dos Santos
Luíz Antônio dos Santos (* 6. April 1964 in Volta Redonda, Rio de Janeiro; † 6. November 2021 in Taubaté, São Paulo) war ein brasilianischer Marathonläufer.
1993 und 1994 siegte er beim Chicago-Marathon. Bei den Leichtathletik-Weltmeisterschaften 1995 in Göteborg (Schweden) holte er die Bronzemedaille hinter Martín Fiz (ESP) und Dionicio Cerón (MEX). Im selben Jahr siegte er beim Fukuoka-Marathon mit dem brasilianischen Rekord von 2:09:30. Bei den Olympischen Spielen 1996 in Atlanta belegte er den zehnten Platz. Seine Bestzeit von 2:08:55 stellte er 1997 als Sechster des Rotterdam-Marathons auf.
Er war bekannt als der "Marathonläufer aus Stahl" (portugiesisch Maratonista de Aço), weil er trotz Leukopenie und Herzrhythmusstörungen zu einem der erfolgreichsten brasilianischen Marathonläufer aller Zeiten wurde. Luíz Antônio dos Santos starb an einem Herzstillstand.